# Übergangsregierung Churchill
Die Übergangsregierung Churchill (Churchill caretaker ministry) wurde im Vereinigten Königreich nach dem Ende des Zweiten Weltkrieges am 23. Mai 1945 von Premierminister Winston Churchill von der Conservative Party gebildet und löste die Kriegsregierung Churchill ab.
Aus der Unterhauswahl am 5. Juli 1945 ging die Labour Party von Clement Attlee als Sieger hervor, die 11.557.821 Stimmen gewann (49,7 Prozent) gewann und damit 393 Abgeordnete im House of Commons stellte. Churchills konservative Tories erhielten 8.716.211 Stimmen (36,2 Prozent) und stellten nur noch 197 Mitglieder des Unterhauses. Daraufhin wurde die Übergangsregierung Churchill am 27. Juli 1945 durch das Kabinett Attlee I abgelöst.

## Regierungszeit
Die Übergangsregierung setzte den Krieg gegen Japan im Fernen Osten fort, aber Churchill konzentrierte sich auf die Vorbereitung auf die Potsdamer Konferenz, wo er in Begleitung von Clement Attlee und Anthony Eden Joseph Stalin und Harry S. Truman treffen würde. Das Hauptanliegen an der Heimatfront war jedoch die Erholung nach dem Krieg, einschließlich der Notwendigkeit von Reformen in Schlüsselbereichen wie Bildung, Gesundheit, Wohnungsbau, Industrie und Sozialfürsorge. Die Parteien begannen schon mit dem Wahlkampf für die bevorstehenden Parlamentswahlen, die zum ersten Mal seit 1935 in Großbritannien stattfinden würden. Die Parlamentswahlen fanden am 5. Juli 1945 statt, aber da es Zeit brauchte, die große Anzahl von Stimmen des ausländischen Dienstpersonals auszuzählen, wurde das Ergebnis erst am 26. Juli bekannt gegeben und endete mit einem Erdrutschsieg für die Labour Party. Churchill trat darauf als Premierminister zurück und wurde von seinem ehemaligen Vize-Premierminister Attlee abgelöst, der eine Labour-Regierung bildete.
Nach der übernächsten Parlamentswahl 1951 reichte die gewonnene Sitzmehrheit der Konservativen zur Bildung einer weiteren Regierung unter Churchill (Kabinett Churchill III, 1951–1955).

## Mitglieder des Kabinetts
| Zugehörigkeit |                  | Konservative |
| Zugehörigkeit | Nationalliberale |              |
| Zugehörigkeit | Parteilos        |              |

| Amt                                          | Bild | Person                                    | Partei             | Partei                 | Amtszeit      | Amtszeit      |
| -------------------------------------------- | ---- | ----------------------------------------- | ------------------ | ---------------------- | ------------- | ------------- |
| Premierminister Erster Lord des Schatzamtes  |      | Winston Churchill                         |                    | Conservative Party     | 23. Mai 1945  | 27. Juli 1945 |
| Lordkanzler                                  |      | John Simon, 1. Viscount Simon             |                    | Liberal National Party | 23. Mai 1945  | 27. Juli 1945 |
| Lordpräsident des Rates                      |      | Frederick Marquis, 1. Baron Woolton       |                    | Conservative Party     | 23. Mai 1945  | 27. Juli 1945 |
| Lordsiegelbewahrer                           |      | Max Aitken, 1. Baron Beaverbrook          | Conservative Party | 23. Mai 1945           | 27. Juli 1945 |               |
| Schatzkanzler Zweiter Lord des Schatzamtes   |      | John Anderson                             |                    | Unabhängig             | 23. Mai 1945  | 27. Juli 1945 |
| Außenminister Leader of the House of Commons |      | Anthony Eden                              |                    | Conservative Party     | 23. Mai 1945  | 27. Juli 1945 |
| Innenminister                                |      | Donald Somervell                          | Conservative Party | 23. Mai 1945           | 27. Juli 1945 |               |
| Erster Lord der Admiralität                  |      | Brendan Bracken                           | Conservative Party | 23. Mai 1945           | 27. Juli 1945 |               |
| Minister für Landwirtschaft und Fischerei    |      | Robert Hudson                             | Conservative Party | 23. Mai 1945           | 27. Juli 1945 |               |
| Luftfahrtminister                            |      | Harold Macmillan                          | Conservative Party | 23. Mai 1945           | 27. Juli 1945 |               |
| Minister für die Kolonien                    |      | Oliver Stanley                            | Conservative Party | 23. Mai 1945           | 27. Juli 1945 |               |
| Verteidigungsminister                        |      | Winston Churchill                         | Conservative Party | 23. Mai 1945           | 27. Juli 1945 |               |
| Minister für die Dominions                   |      | Robert Gascoyne-Cecil, Viscount Cranborne | Conservative Party | 23. Mai 1945           | 27. Juli 1945 |               |
| Bildungsminister                             |      | Richard Law                               | Conservative Party | 23. Mai 1945           | 27. Juli 1945 |               |
| Minister für Indien und Burma                |      | Leopold Stennett Amery                    | Conservative Party | 23. Mai 1945           | 27. Juli 1945 |               |
| Minister für Arbeit und Nationalen Dienst    |      | Rab Butler                                | Conservative Party | 23. Mai 1945           | 27. Juli 1945 |               |
| Produktionsminister                          |      | Oliver Lyttelton                          | Conservative Party | 23. Mai 1945           | 27. Juli 1945 |               |
| Minister für Schottland                      |      | Harry Primrose, 6. Earl of Rosebery       |                    | Liberal National Party | 23. Mai 1945  | 27. Juli 1945 |
| Handelsminister                              |      | Oliver Lyttelton                          |                    | Conservative Party     | 23. Mai 1945  | 27. Juli 1945 |
| Kriegsminister                               |      | Percy James Grigg                         | Conservative Party | 23. Mai 1945           | 27. Juli 1945 |               |

## Hintergrundliteratur
- Der Große Ploetz. Die Enzyklopädie der Weltgeschichte, Verlag Vandenhoeck & Ruprecht, 35. Auflage, 2008, S. 1049, 1509, ISBN 978-3-525-32008-2